# Bezirk Kitzbühel
Der Bezirk Kitzbühel ist ein politischer Bezirk des österreichischen Bundeslandes Tirol.
Er umfasst das Brixental, das Leukental und das Pillerseetal, grenzt im Norden an Bayern (Landkreis Traunstein), im Westen an den Bezirk Kufstein und den Bezirk Schwaz und im Osten und Süden an den Bezirk Zell am See (Bundesland Salzburg).
Der Bezirk mit einer Fläche von 1.163,30 km² ist Teil der Euregio Inntal und der Europaregion Tirol–Südtirol–Trentino.

## Wirtschaft und Infrastruktur

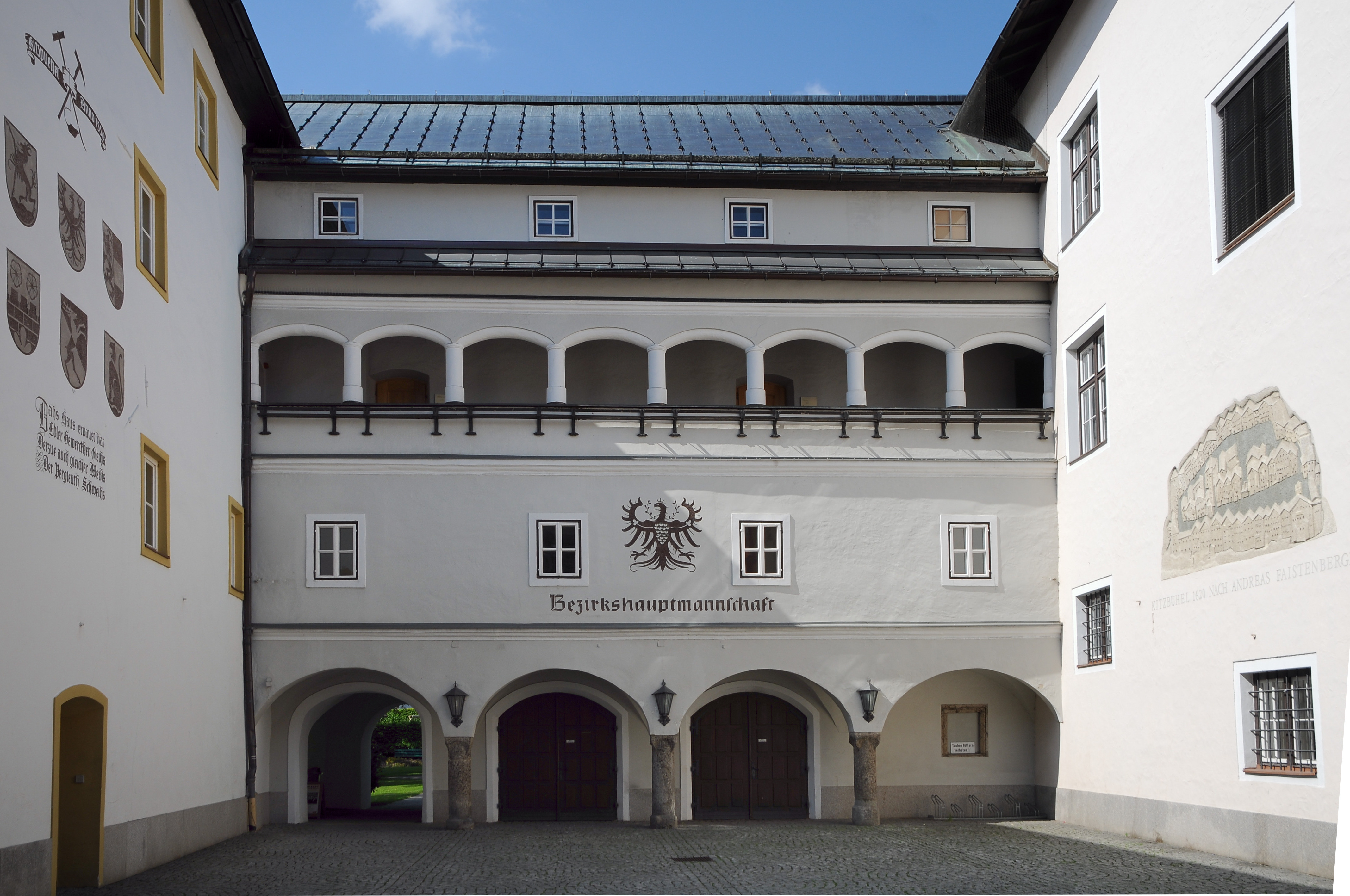
Bezirkshauptmannschaft Kitzbühel

Die Wirtschaftsstruktur des Bezirks ist vor allem durch den Dienstleistungsbereich geprägt; hier dominiert vor allem der zweisaisonale Tourismus. Bedeutende Tourismusgebiete sind Kitzbühel, St. Johann in Tirol, die Orte am Kaisergebirge, Kirchberg in Tirol, Hochfilzen und auch die Gemeinde Westendorf, die sich in den letzten Jahren zum Zentrum des Skigebiets SkiWelt Wilder Kaiser – Brixental entwickelt und besonders an Bedeutung gewonnen hat.
Bedeutende Industrie- und Gewerbegebiete finden sich in den Gemeinden St. Johann, Oberndorf, Fieberbrunn, Kirchdorf, Kitzbühel und Brixen, wo es bis heute mehr als 150 Betriebe gibt. Die größten Produktionsbetriebe gehören zu den Bereichen Holzindustrie, Bauwesen und chemische Industrie.
Neben der Stadtgemeinde Kitzbühel – sowie den umgebenden Gemeinden –, in welcher der internationale Jetset verkehrt, hat sich heute die Marktgemeinde St. Johann in Tirol als wirtschaftliches Zentrum des Bezirkes etabliert. Durch steten Zuzug ist die Marktgemeinde seit 2007 die an Einwohnern reichste Gemeinde im Bezirk, durch ihre zentrale Lage in einem Talkessel des Leukentales am Zusammenfluss von drei Achen gelegen hat St. Johann durch viele überregionale öffentliche Einrichtungen (Schulen, Heereseinrichtungen und Bezirkskrankenhaus) sowie durch ein breites Spektrum an Einzelhandels- und Gewerbebetrieben inzwischen eine wichtige Funktion im Bezirk inne.
Durch die saisonale Wirtschaft ist der Bezirk Kitzbühel in der Einkommensstatistik des Bundeslandes Tirol an die letzte Stelle gereiht.

## Angehörige Gemeinden
Der Bezirk Kitzbühel umfasst 20 Gemeinden, darunter eine Stadt und drei Marktgemeinden. In Klammern stehen die Einwohnerzahlen vom 1. Jänner 2024.

Gemeinden des Bezirks Kitzbühel

Regionen in der Tabelle sind Tiroler Planungsverbände (Stand: März 2017)
| Gemeinde                | Lage | Ew    | km²    | Ew / km² | Gerichtsbezirk | Region                           | Typ             | Foto | Metadaten         |
| ----------------------- | ---- | ----- | ------ | -------- | -------------- | -------------------------------- | --------------- | ---- | ----------------- |
| Aurach bei Kitzbühel    |      | 1.143 | 54,24  | 21       | Kitzbühel      | 32 – Leukental                   | Gemeinde        | ja   | Gem.Kennz.: 70401 |
| Brixen im Thale         |      | 2.701 | 31,40  | 86       | Kitzbühel      | 31 – Brixental–Wildschönau       | Gemeinde        | ja   | Gem.Kennz.: 70402 |
| Fieberbrunn             |      | 4.591 | 76,33  | 60       | Kitzbühel      | 33 – Pillerseetal                | Markt- gemeinde | ja   | Gem.Kennz.: 70403 |
| Going am Wilden Kaiser  |      | 1.972 | 20,57  | 96       | Kitzbühel      | 30 – Wilder Kaiser               | Gemeinde        | ja   | Gem.Kennz.: 70404 |
| Hochfilzen              |      | 1.322 | 32,68  | 40       | Kitzbühel      | 33 – Pillerseetal                | Gemeinde        | ja   | Gem.Kennz.: 70405 |
| Hopfgarten im Brixental |      | 5.793 | 166,54 | 35       | Kitzbühel      | 31 – Brixental–Wildschönau       | Markt- gemeinde | ja   | Gem.Kennz.: 70406 |
| Itter                   |      | 1.178 | 10,44  | 113      | Kitzbühel      | 31 – Brixental–Wildschönau       | Gemeinde        | ja   | Gem.Kennz.: 70407 |
| Jochberg                |      | 1.542 | 87,86  | 18       | Kitzbühel      | 32 – Leukental                   | Gemeinde        | ja   | Gem.Kennz.: 70408 |
| Kirchberg in Tirol      |      | 5.320 | 97,81  | 54       | Kitzbühel      | 31 – Brixental–Wildschönau       | Gemeinde        | ja   | Gem.Kennz.: 70409 |
| Kirchdorf in Tirol      |      | 4.174 | 113,83 | 37       | Kitzbühel      | 32 – Leukental                   | Gemeinde        | ja   | Gem.Kennz.: 70410 |
| Kitzbühel               |      | 8.279 | 58,01  | 143      | Kitzbühel      | 32 – Leukental                   | Stadt- gemeinde | ja   | Gem.Kennz.: 70411 |
| Kössen                  |      | 4.580 | 69,37  | 66       | Kitzbühel      | 28 – Untere Schranne–Kaiserwinkl | Gemeinde        | ja   | Gem.Kennz.: 70412 |
| Oberndorf in Tirol      |      | 2.396 | 17,69  | 135      | Kitzbühel      | 32 – Leukental                   | Gemeinde        | ja   | Gem.Kennz.: 70413 |
| Reith bei Kitzbühel     |      | 1.730 | 15,66  | 110      | Kitzbühel      | 32 – Leukental                   | Gemeinde        | ja   | Gem.Kennz.: 70414 |
| St. Jakob in Haus       |      | 837   | 9,60   | 87       | Kitzbühel      | 33 – Pillerseetal                | Gemeinde        | ja   | Gem.Kennz.: 70415 |
| St. Johann in Tirol     |      | 9.875 | 59,16  | 167      | Kitzbühel      | 32 – Leukental                   | Markt- gemeinde | ja   | Gem.Kennz.: 70416 |
| St. Ulrich am Pillersee |      | 1.930 | 52,02  | 37       | Kitzbühel      | 33 – Pillerseetal                | Gemeinde        | ja   | Gem.Kennz.: 70417 |
| Schwendt                |      | 916   | 30,85  | 30       | Kitzbühel      | 28 – Untere Schranne–Kaiserwinkl | Gemeinde        | ja   | Gem.Kennz.: 70418 |
| Waidring                |      | 2.079 | 63,75  | 33       | Kitzbühel      | 33 – Pillerseetal                | Gemeinde        | ja   | Gem.Kennz.: 70419 |
| Westendorf              |      | 3.701 | 95,49  | 39       | Kitzbühel      | 31 – Brixental–Wildschönau       | Gemeinde        | ja   | Gem.Kennz.: 70420 |